# أوكسين للصلب خوزستان
شركة أوكسين للصلب خوزستان (بالفارسية: شرکت فولاد اکسین خوزستان) هي شركة فولاذ إيرانية، تعمل في مجال تصنيع جميع أنواع صفائح الفولاذ اللازمة لبناء صهاريج تخزين المنتجات البترولية ومنتجات الصلب الأخرى. تأسست شركة أوكسين للصلب خوزستان في عام 2005 وبدأت إنتاجها الضخم في عام 2009. حاليا، تبلغ الطاقة الإنتاجية لهذه الشركة مليون طن من منتجات الصلب سنويا. يقع المقر الرئيسي ومصنع الإنتاج لهذه الشركة في مدینة الأهواز. وفي الفترة من عام 2009 إلى عام 2021، بلغ الإنتاج السنوي للشركة حوالي 700 ألف طن، وكانت طاقتها الاسمية 1.500.000 طن.

## تاريخ
في استجابة للحاجة واكتمال سلسلة التوريد للصناعات التي تتطلب صفائح الفولاذ العريضة وعمليات المعالجة الحرارية مثل النفط والغاز والبتروكيماويات والصناعات البحرية وتصنيع الماكينات، بالإضافة إلى تلبية احتياجات المنتجات الصناعية الاستراتيجية لإيران، تم تأسيس شركة فولاد أوكسين الخوزستانية في عام 2005. بدأت الشركة الإنتاج الضخم في عام 2009. بعد تأسيسها من عام 2005 إلى 2008، جرت عمليات تركيب المصنع. في عام 2009، تم تشغيل المصنع وبدأ التشغيل، وفي عام 2010 بدأ الإنتاج الضخم. في عام 2012، تجاوزت عتبة الإنتاج 600 ألف طن. أيضًا في عام 2013، أطلقت أفران المعالجة الحرارية وإنتاج المنتجات المتخصصة، وعُرِفت من قبل المنظمة الإيرانية للمعايير على أنها أفضل شركة فولاذ في البلاد. تُعتبر القيم التنظيمية والتركيز على الجودة والعمل الجماعي والاستحقاق وتوجه العملاء والتحسين المستمر والمسؤولية الاجتماعية قيمًا تنظيمية لهذه الشركة.

## الإنتاج
ويستخدم 53% من المنتجات التي تنتجها هذه الشركة في خطوط نقل النفط والغاز، وأكثر من 30% منها تعود لشركات إنتاج خزانات ضغط النفط والغاز، ونحو 10% تستخدم في مجال المواد الإنشائية.

### المنتجات
تنتج هذه الشركة جميع أنواع الصفائح السوداء وألواح الأوكسين. من بين الصفائح السوداء التي ينتجها هذا المصنع، يمكننا أن نشير إلى صفائح Oxin ST37 وصفائح Oxin ST 52. تُستخدم صفائح الأكسين في صناعات مختلفة مثل صناعة البناء والتشييد وبناء السفن وصناعة الأنابيب وتصنيع السيارات وتصنيع المعدات اللازمة لخزانات الضغط وما إلى ذلك.

## التجارة
تصدر شركة أوكسين للصلب في خوزستان منتجاتها بشكل رئيسي إلى ألمانيا وإيطاليا وبلجيكا وهولندا. يعد التصدير إلى أوروبا وآسيا الوسطى والدول العربية في الخليج العربي أحد أهداف التصدير لهذه الشركة.